# NGC 4899
NGC 4899 est une galaxie spirale intermédiaire située dans la constellation de la Vierge. Sa vitesse par rapport au fond diffus cosmologique est de 2 987 ± 24 km/s, ce qui correspond à une distance de Hubble de 44,1 ± 3,1 Mpc (∼144 millions d'al). NGC 4899 a été découverte par l'astronome germano-britannique William Herschel en 1785.
L'image provenant du relevé Pan-STARRS est de bien meilleure qualité que celle du relevé DSS sur laquelle se sont basées sans doute basées certaines sources pour la classer comme une spirale barrée. On voit à peine un début de barre sur l'image Pan-STARRS. Il s'agit donc d'une spirale intermédiaire.
La classe de luminosité de NGC 4899 est III et elle présente une large raie HI.
À ce jour, cinq mesures non basées sur le décalage vers le rouge (redshift) donnent une distance de 30,480 ± 6,613 Mpc (∼99,4 millions d'al), ce qui est à l'extérieur des valeurs de la distance de Hubble. Notons que c'est avec la valeur moyenne des mesures indépendantes, lorsqu'elles existent, que la base de données NASA/IPAC calcule le diamètre d'une galaxie et qu'en conséquence le diamètre de NGC 4899 pourrait être d'environ 32,9 kpc (∼107 000 al) si on utilisait la distance de Hubble pour le calculer.

## Groupe de NGC 4902
NGC 4899 fait partie d'un trio de galaxies, le groupe de NGC 4902. Les deux autres galaxies du trio sont NGC 4897 et NGC 4902.